# Mehdi Baala
Mehdi Baala (Straatsburg, 17 augustus 1978) is een Franse atleet, gespecialiseerd in de middellange afstanden, waarvan de 1500 m zijn beste afstand is. Hij nam driemaal deel aan de Olympische Spelen en hield daar eenmaal een bronzen medaille aan over, overigens pas nadat de aanvankelijke winnaar Rashid Ramzi een jaar later wegens een overtreding van het dopingreglement werd gediskwalificeerd.

## Biografie

### Eerste successen
Baali behaalde zijn eerste succes in 1995 door op de 1500 m Frans jeugdkampioen te worden. Een jaar later won hij deze titel opnieuw. Na in 1998 de leeftijd van senioratleet te hebben bereikt, was hij een jaar later voor de eerste maal ook internationaal succesvol: op de Europese kampioenschappen voor atleten tot 23 jaar in Göteborg veroverde hij op de 1500 m met een tijd van 3.45,41 een bronzen medaille in een wedstrijd, waarin de Nederlander Gert-Jan Liefers zilver veroverde in 3.44,41 en die door de Portugees Rui Silva in 3.44,29 werd gewonnen.

### Eerste Olympische Spelen
In 2000 veroverde Mehdi Baala zijn eerste Franse seniorentitel door op de 1500 m indoorkampioen te worden, waarna hij op de Europese indoorkampioenschappen in Gent op deze afstand een bronzen medaille behaalde. Vervolgens werd hij goed genoeg bevonden om zijn land te vertegenwoordigen op de Olympische Spelen in Sydney. Hier scoorde hij boven verwachting en werd hij op zijn favoriete nummer een zeer goede vierde in 3.34,14. Het volgende jaar was in prestatief opzicht teleurstellend; op de wereldkampioenschappen in Edmonton kwam hij op de 1500 m in de finale niet verder dan een twaalfde en laatste plaats.

### Europees kampioen
In 2002 revancheerde Baala zich voor zijn matige optreden in het jaar ervoor. Op de Europese kampioenschappen in München werd hij in 3.45,25 1500 meterkampioen. Bovendien won hij dit nummer bij de Europacupwedstrijd voor landenteams in Annecy. Bij de wereldkampioenschappen in 2003 in Parijs ging hij dan ook als een van de favorieten voor eremetaal van start. Hij loste de hooggestemde verwachtingen in door achter Hicham El Guerrouj, die in 3.31,77 zijn vierde achtereenvolgende wereldtitel veroverde, de zilveren medaille voor zich op te eisen in 3.32,31.

### Titel geprolongeerd
De jaren die volgden, 2004 en 2005, waren achteraf beschouwd niet Mehdi Baala's beste jaren. Op de Olympische Spelen van 2004 in Athene strandde hij in zijn serie 1500 m als dertiende en laatste, terwijl hij bij de wereldkampioenschappen in 2005 in Helsinki zijn 1500 m-serie dan wel won, maar vervolgens in de halve finale op een achtste plaats bleef steken. Gelukkig haalde hij op de 800 m de finale wel, waarin hij zesde werd in 1.45,31.
In 2006 was hij echter weer helemaal terug en verdedigde hij bij de Europese kampioenschappen in Göteborg met succes zijn titel op de 1500 m. Een jaar later beleefde hij een nieuw dieptepunt in zijn carrière, toen bij de wereldkampioenschappen in Osaka in de halve finale van de 1500 m werd gediskwalificeerd, nadat een por met zijn elleboog, uitgedeeld aan een tegenstander, oorzaak was van een valpartij op het laatste rechte eind.

### Opnieuw vierde op OS
In 2008 was Baala voor de derde maal van de partij op de Olympische Spelen, de Spelen van Peking ditmaal, waar hij op de 1500 m in eerste instantie weer net niet aan een medaille toekwam. Evenals acht jaar eerder werd hij vierde in een tijd, die praktisch gelijk was aan die in Sydney: 3.34,21. Totdat de aanvankelijke winnaar, de Bahreini Rashid Ramzi, een jaar later tegen de lamp liep na een dopingcontrole en werd gediskwalificeerd. Hierdoor werd de vierde plaats van Baala opgewaardeerd naar een (bronzen) derde plaats.
Een jaar later was hij op de wereldkampioenschappen in Berlijn opnieuw van de partij en kwalificeerde hij zich voor de finale van de 1500 m. Hierin kwam hij tot een tijd van 3.36,99, iets meer dan een seconde achter de Keniaanse winnaar Yusuf Saad Kamel (3.35,93). De pech voor Baala was, dat er tussen Kamel en hem nog vijf andere concurrenten zaten, waardoor er voor de Fransman niet meer in zat dan een zevende plaats.

## Titels
- Europees kampioen 1500 m - 2002, 2006
- Frans kampioen 1500 m - 2002, 2005
- Frans indoorkampioen 1500 m - 2000

## Persoonlijke records
Outdoor
| Onderdeel | Prestatie | Datum            | Plaats      |
| --------- | --------- | ---------------- | ----------- |
| 800 m     | 1.43,15   | 8 september 2002 | Rieti       |
| 1000 m    | 2.13,96   | 26 juni 2003     | Straatsburg |
| 1500 m    | 3.28,98   | 5 september 2003 | Brussel     |
| 2000 m    | 4.53,12   | 23 juni 2005     | Straatsburg |

Indoor
| Onderdeel   | Prestatie | Datum            | Plaats    |
| ----------- | --------- | ---------------- | --------- |
| 800 m       | 1.44,82   | 18 februari 2003 | Stockholm |
| 1000 m      | 2.17,01   | 13 februari 2005 | Karlsruhe |
| 1500 m      | 3.34,71   | 15 februari 2009 | Karlsruhe |
| 1 Eng. mijl | 3.52,51   | 10 februari 2009 | Liévin    |
| 3000 m      | 8.08,06   | 1998             |           |

## Palmares

### 800 m
- 2005: 6e WK - 1.45,31

### 1500 m
Kampioenschappen
- 2000:  EK indoor - 3.42,27
- 2000: 4e OS - 3.34,14
- 2001: 12e WK - 3.55,36
- 2002:  Europese beker
- 2002:  EK - 3.45,25
- 2003:  WK - 3.32,31
- 2005: 8e in ½ fin. WK - 3.41,34 (in serie 3.36,56)
- 2006:  EK - 3.39,02
- 2007: DQ in ½ fin. WK
- 2008:  OS - 3.34,21 (na DQ Rashid Ramzi)
- 2009: 7e WK - 3.36,99

Golden League-podiumplekken
- 2000:  Meeting Gaz de France – 3.33,67
- 2002:  Meeting Gaz de France – 3.33,55
- 2003:  Meeting Gaz de France – 3.30,97
- 2003:  Memorial Van Damme – 3.28,98
- 2004:  Golden Gala – 3.31,25
- 2005:  Meeting Gaz de France – 3.30,80
- 2006:  Memorial Van Damme – 3.32,01
- 2007:  Meeting Gaz de France – 3.31,01
- 2007:  Weltklasse Zürich – 3.38,62